# Војска Србије и Црне Горе
Војска Србије и Црне Горе (скраћено ВСЦГ) постојала је од 4. фебруара 2003. до 8. јуна 2006. године. Настала је са проглашењем Државне заједнице Србија и Црна Гора, променом имена дотадашње Војске Југославије.
Држава је била подељена на укупно три војне области, које је задржала из Војске Југославије и ЈНА.
Војска је 2003. године кренула да се усклађује са НАТО стандардима.
Након проглашења независности Црне Горе јуна 2006. они делови Војске Србије и Црне Горе који су се налазили на територији Србије су званично проглашени Војском Србије, а на територији Црне Горе формирана је Војска Црне Горе.